# Katlijne Janssens
Katlijne Janssens, född 1606, död 4 januari 1642 i Mechelen, var en kvinna i Flandern i nuvarande Belgien som avrättades för häxeri. Hon tillhör de mer kända fallen i Belgiens historia. Hennes fall är mycket utförligt skildrad, och hennes bekännelse var lång och detaljerad.

## Bakgrund
Katlijne Janssens kom från Arlon i Luxemburg. Hennes mor lämnade familjen under hennes uppväxt och hon uppfostrades av sin far, som var luffare. Vid femton års ålder blev hon omhändertagen av en farbror i Sharp och sedan av en moster i Maastricht innan hon fick tjänst hos en klädmakare i Antwerpen. Hon var möjligen också verksam som prostituerad.         
Katlijne Janssens led enligt uppgift av ett slags svimningsanfall som ledde till komaliknande tillstånd. Dessa ledde till att hon uppfattades som besatt och ryktades vara en häxa, och hon utsattes för trakasserier och förföljelse. Efter ett självmordsförsök spärrades hon in på ett sinnessjukhus i fyra år. Vid frigivningen utsattes hon för förföljelse och tvingades fly till Gent. I Gent blev hon dock igenkänd av en kvinna från Antwerpen och tvingades fly vidare till Lede, där hon levde med en präst. Efter en period av anorexi blev hon intagen på sjukhus i Aalst. I Aalst blev hon utpekad som häxa, och tvingades fly till Mechelen. I Mechelen arbetade hon som tjänare hos flera olika arbetsgivare, när hon slutligen greps och anklagades för häxeri 1641.

## Rättegång
Katlijne Janssens utsattes för en kroppsundersökning som bekräftade att hon hade ett födelsemärke under vänster armhåla, vilket tolkades som Djävulens märke, och en underlivsundersökning som tydde på att hon inte var oskuld trots att hon var ogift. Man noterade också att hon inte grät, vilket togs som ett tecken på att hon var häxa. Hon torterades i timmar i sträck, fram till att hon morgonen den 3 januari 1642 avlade en fullständig bekännelse. 
Hon uppgav att hon en gång som barn hade tappat bort sin far, och då hade blivit tröstad av en ung man, som givit henne ett glas att dricka ur. Samtidigt hade hon druckit upp en fluga, som hon inte kunnat spotta ut. Ingen annan hade heller kunnat se den unge mannen. Under sin tid hos mostern i Maastricht hade den unge mannen sökt upp henne igen, bett henne att förneka sin tro och förbjudit henne att någonsin gå in i en kyrka, och lovat henne att hon i utbyte aldrig skulle lida brist på något. På hans råd flyttade hon sedan till Antwerpen. I Antwerpen hade hon återigen träffat den unge mannen, som hade tvingat med henne till ett värdshus, där han förlett henne till alkoholism och utsvävningar. Under tiden hos klädmakaren hade hon varit tvungen att gråta varje gång hon tvingats gå i kyrkan. Under ett av sina anfall, som resulterade i en medvetslöshet som varade i flera dagar, uttalade hon också ord på flera olika språk, bland annat latin. Under tiden på sinnessjukhus hade hon fått besök av Satan, som fört henne till en äng där människor dansade och hade sex, och fick henne att göra detsamma med honom. Vid nästa besök hade han tvingat henne att underteckna ett kontrakt med hennes blod, varefter hon fick kyssa hans anus efter att han förvandlat sig till en get. Därefter låg han ofta i hennes säng i skepnad av en man, men osynlig för andra än henne. Efter sin frigivning hade hon vid flera tillfällen anlitats för att utföra trolldom. Hon hade format dockor av vax och stuckit nålar i dem för att åsamka smärta för de personer dockorna föreställde, smort in kvinnor med salva i armhålorna så att de skulle kunna flyga genom skorstenar, och hjälpt till att utföra mord och sjukdom med hjälp av förtrollning. 
Vid rättegången inkallades flera vittnen som hävdade att personer hade blivit sjuka och dött, och ibland i stället blivit friska, efter ett besök av Janssens. Inför domstolen 4 januari 1642 bekräftade Katlijn Janssens föregående dags bekännelse och dömdes genast till döden som skyldig till häxeri. Senare samma dag blev hon strypt offentligt.  